# ام‌اس آستور
ام‌اس آستور (به انگلیسی: MS Astor) یک کشتی است که طول آن ۱۷۶٫۲۵ متر (۵۷۸ فوت ۳ اینچ) می‌باشد. این کشتی در سال ۱۹۸۶ ساخته شد.